# Isay
Isay es una pequeña isla deshabitada de las Hébridas Interiores en la costa este de Escocia. Se ubica en el Loch Dunvegan, a un kilómetro de la costa noreste de la isla de Skye. Existen dos pequeñas islas que se ubican más cerca: Mingay y Clett. El nombre de Isay proviene del nórdico antiguo ise-øy, que significa isla marsopa.
En el siglo XIX la isla tenía una población cercana a los 90 habitantes, junto con una tienda y una estación de pesca. Sin embargo, como en otras pequeñas islas, los habitantes fueron trasladados durante las Highland clearances (expulsión de los escoceses).
La isla estuvo brevemente en manos del cantante Donovan, durante la década de los años 80.